# Wijeratne Warakagoda
Wijeratne Warakagoda es un actor y cantante srilanqués. Su carrera como cantante surgió en "Radio Ceylan" y fue considerado como uno de los actores más destacados del cine y la televisión.

## Biografía
En 1933 nació en un pequeño pueblo en la ciudad Kurunegala, su padre era de Warakagoda en Harispattuwa, Kandy. Estudió en el St. Anne’s College y terminó en el Ananda College, Colombo. Se unió al Servicio de la Policía de Sri Lanka en 1956, trabajó durante ocho años como inspector. En 1960 Warakagoda fue seleccionado como un cantante de categoría en Radio Ceylan. En 1963 actuó en su primer drama televisivo titulado "Ajasaththa", que fue producido por Wimal Nawagamuwa. Continuó actuando en las principales obras de teatro de Henry Jayasena y Ediriweera Sarachchandra. También trabajó en una radionovela titulada "Muwan Pelessa", uno de los programas de radio de larga trayectoria registrada de la Radiodifusión de Sri Lanka.  Warakagoda desempeñó como director general en la Fundación de Torre Hall Theatre hasta 1990.

## Filmografía
- Ajasaththa
- Maname
- Sinhabahu
- Kuveni
- Hunuwataye Kathawa
- Apata Puthe magak nethe
- Manaranjana Wedawarjana
- Suhada Divi Piduma
- Arunata Pera
- Golu Hadawatha
- Nidhanaya
- Kele Mal
- Samajaye Api Okkoma Samanai[5]
- Mother Teresa of Calcutta

## TV
- Korale Mahattaya 2(කෝරලේ මහත්තයා) - ITN

## Premios
- Sarasaviya Awards - Merit Award for performance in Golu Hadawatha - 1969
- President’s Merit Award for performance in Kele Mal - 1984
- OCIC and President’s Best Actor Award for performance in Arunata Pera - 1985